# Église Saint-Remi de Laimont
Pour les articles homonymes, voir Église Saint-Rémi et Saint-Rémi.
L'église Saint-Remi est une église catholique située à Laimont, en France.

## Localisation
L'église est située dans le département français de la Meuse, sur la commune des Laimont.

## Historique
L'édifice est classé depuis 1918, c'est l'ancienne chapelle seigneuriale.